# 儀式化 (動物行為學)
儀式化（英語：Ritualization），是動物行為學名詞，用於解釋在溝通訊號演化過程中，某些行為模式失去其彈性及原先的功能，而演變成一個固定模式（以傳達信息）的現象。